# Helena Lindenmann
Helena Lindenmann (* um 1572 in Rorschach, Fürstabtei St. Gallen; heimatberechtigt ebenda; † 21. Mai 1630 im Kloster Pfanneregg) war eine Oberin der Kapuzinerinnen.

## Leben
Helena Lindenmann war die Tochter des Unterlehrers und späteren Weltpriesters Andreas Lindenmann. Sie wurde 1586 eingekleidet und legte zwei Jahre später in Pfanneregg ihre Profess ab. «Frau Mutter» war Elisabeth Spitzlin, die die «Pfanneregger-Reform» einleitete. Zur Einführung dieser Reform wurde Lindenmann 1598 an das Waldschwesternhaus Steinertobel bei Mörschwil entsandt. Sie kehrte 1605 nach Pfanneregg zurück. Drei Jahre später wurde sie erste Frau Mutter im neu errichteten Kapuzinerinnenkloster in Attinghausen. In der Nachfolge Spitzlins wurde Lindenmann 1612/1613 Frau Mutter in Pfanneregg und kehrte von 1613 bis 1618 als Oberin nach Attinghausen zurück. Danach war sie wieder in Pfanneregg und erlebte dort den Brand sowie die Verlegung des Klosters nach Wattwil.

## Belege und Anmerkungen
1. ↑  Im Jahr 1616 Umzug nach Rorschach: Kloster St. Scholastika.
2. ↑  Im Jahr 1678 nach Altdorf verlegt: Kapuzinerinnenkloster Altdorf.
3. ↑  Christian Schweizer: Helena Lindenmann. In: Historisches Lexikon der Schweiz.  4. November 2002.

| Personendaten    | Personendaten                                      |
| ---------------- | -------------------------------------------------- |
| NAME             | Lindenmann, Helena                                 |
| KURZBESCHREIBUNG | Oberin der Kapuzinerinnen                          |
| GEBURTSDATUM     | um 1572                                            |
| GEBURTSORT       | Rorschach, Fürstabtei St. Gallen                   |
| STERBEDATUM      | 21. Mai 1630                                       |
| STERBEORT        | Kloster St. Maria der Engel, Fürstabtei St. Gallen |